# Dissochondrus
Dissochondrus (W.F.Hillebr.) Kuntze é um género botânico pertencente à família Poaceae, subfamília Panicoideae, tribo Paniceae.
Suas espécies ocorrem no Pacífico.

## Espécies
- Dissochondrus bifidus  Kuntze
- Dissochondrus biflorus  O.Kuntze